# Eugenie von Soden
Eugenie Henriette Caroline Anna Charlotte Freiin von Soden (* 21. Oktober 1858 in Esslingen am Neckar; † 19. März 1930 in Baden-Baden) war eine deutsche Schriftstellerin und bedeutende Vertreterin der bürgerlichen Frauenrechtsbewegung im Südwesten Deutschlands. Sie war Mitglied im Vorstand des Württembergischen Vereins für Frauenwahlrecht.

## Leben und Wirken

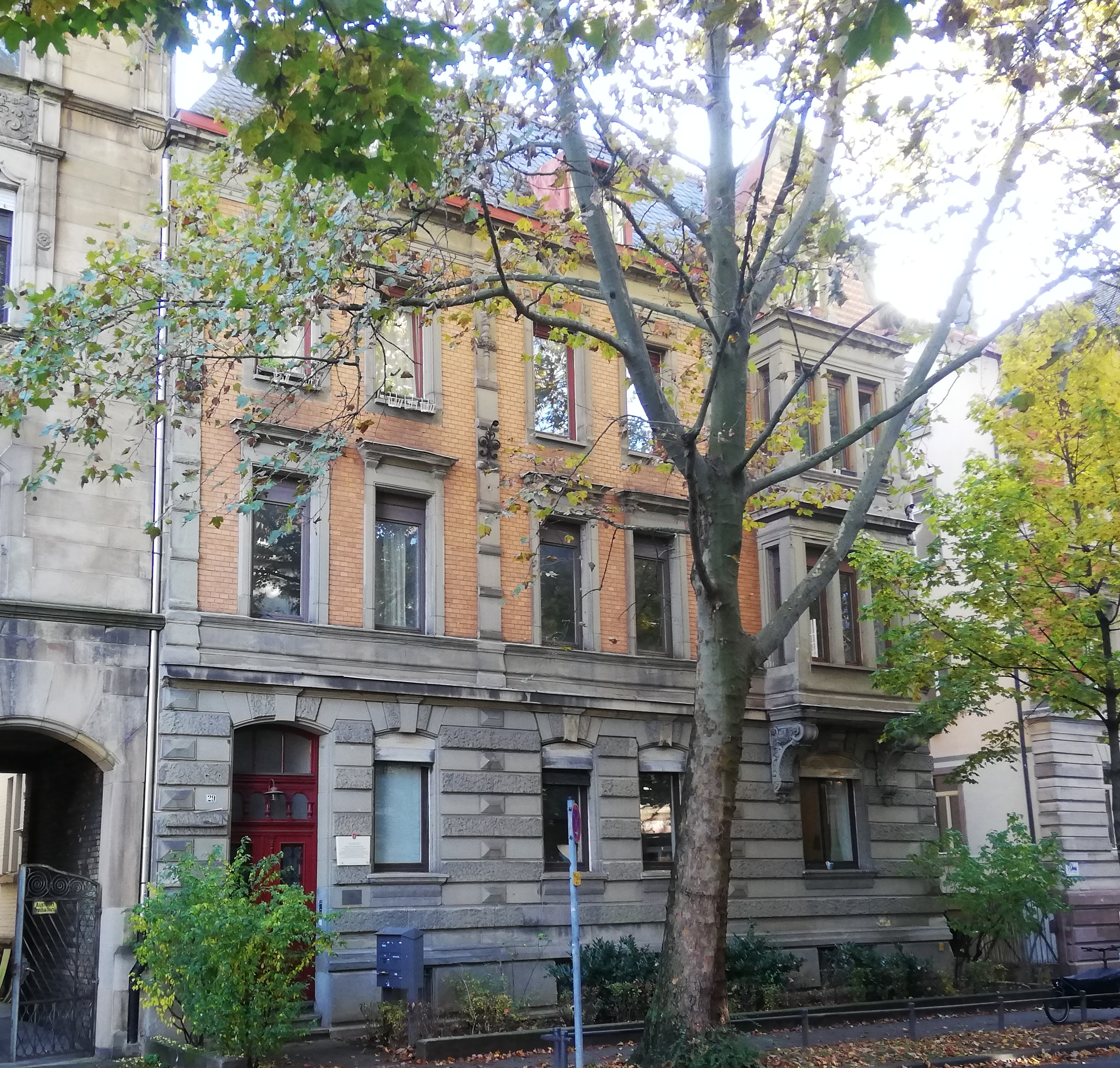
Wohnhaus von Eugenie von Soden in Cannstatt, Daimlerstraße 29, von 1900 bis 1913

Eugenie von Soden war eine Tochter des in Stuttgart geborenen Juristen Freiherr Theodor August von Soden (1825–1913) und seiner Frau Clementine Camerer (1826–1893). Ihr Vater entstammte dem Adelsgeschlecht von Soden (Linie Soden-Fraunhofen). Ihre Eltern waren nach einem mehrjährigen Aufenthalt in Cincinnati (Ohio) nach Esslingen am Neckar gezogen, wo sie in der Fabrikstraße 18 eine private Töchterschule mit Pensionat eröffnet hatten. Hier wuchs Eugenie von Soden mit fünf Geschwistern, darunter die Zwillingsschwester Frieda (1858–1929), auf und arbeitete später in dem Institut ihrer Eltern mit, bis dieses nach 35 Jahren geschlossen wurde. Danach zog sie mit ihren Eltern nach Cannstatt und versorgte sie bis zu deren Tod.
Im Jahr 1905 veröffentlichte sie den Gedichtband Haidekraut, den sie ihrer Zwillingsschwester widmete. Ein weiteres Buch aus dieser Zeit war Aus meiner Mappe. Außerdem schrieb sie Aufsätze für die Schwäbische Frauenzeitung und fungierte als Herausgeberin der drei Bände des Frauenbuchs. Diese drei Bände erschienen 1913/1914 und waren dazu bestimmt, eine „allgemeinverständliche Einführung in alle Gebiete des Frauenlebens der Gegenwart“ zu geben.
Eugenie von Soden war in zahlreichen Einrichtungen der Frauenbewegung tätig. So war sie Mitglied im Württembergischen Verein für Frauenstimmrecht, im Verein für weibliche Angestellte in Handel und Gewerbe und in der Frauenlesegruppe. Im Verein für weibliche Angestellte in Handel und Gewerbe leitete sie die Kommission für Unterricht, Belehrung und Unterhaltung. Auch an der Gründung des Stuttgarter Frauenclubs war sie beteiligt.
Die Schriftstellerin blieb unverheiratet. Sie starb im Frühjahr 1930 im Alter von 71 Jahren in Baden-Baden.

## Veröffentlichungen (Auswahl)
Als Autorin
- Haidekraut, Kielmann, Stuttgart 1905.
- Unbekannt: nach einer wahren Begebenheit erzählt. Ensslin und Laiblin, Reutlingen 1903.
- Die vier Elemente, Höfling, München.
- Von Freiheit zu Größe: Erzählung. Finckh, Basel.[3]

Als Herausgeberin
- Frauenberufe und Ausbildungsstätten (= Das Frauenbuch: Eine allgemeinverständliche Einführung in alle Gebiete des Frauenlebens der Gegenwart. Band 1). Stuttgart 1913.

## Ehrungen

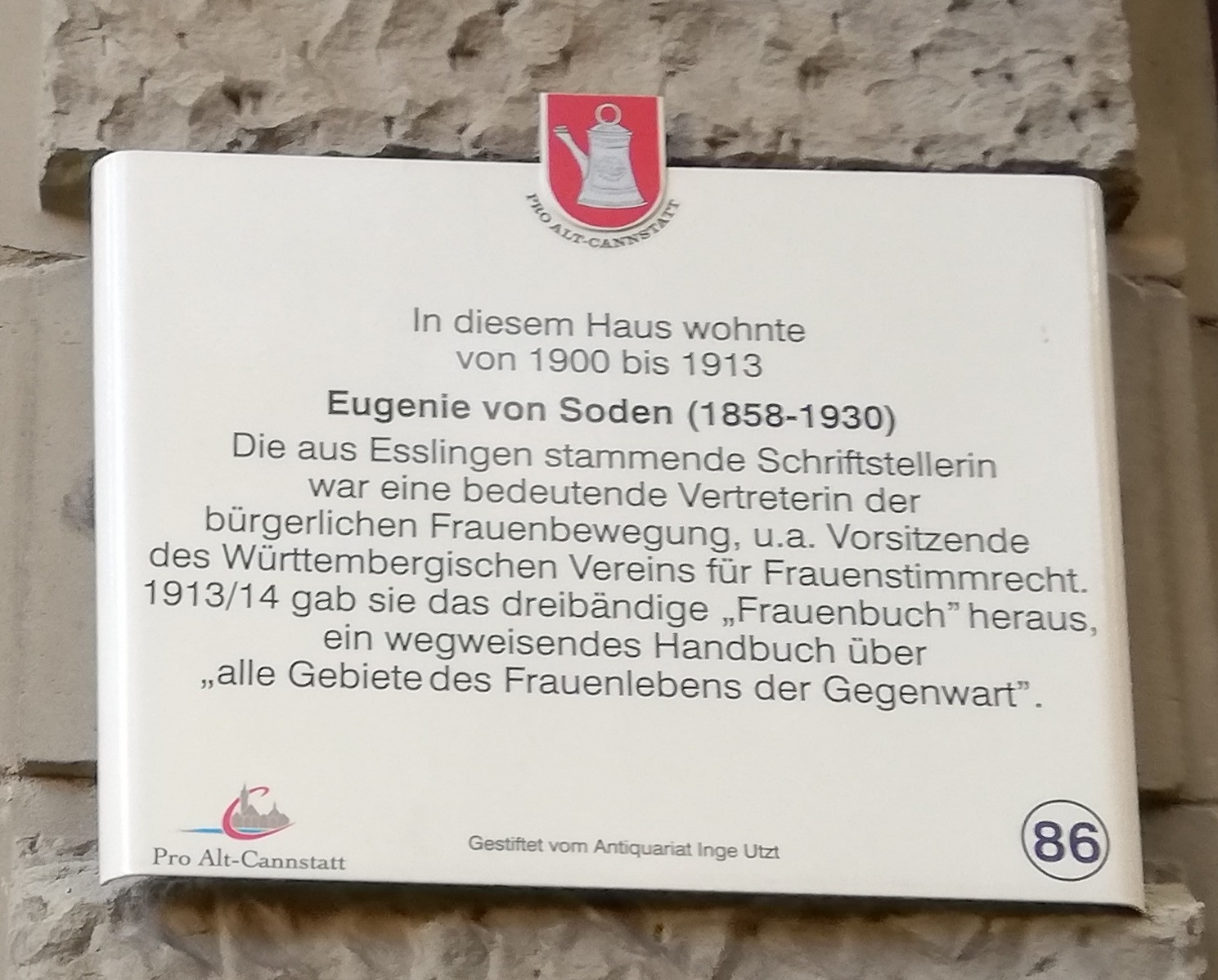
Gedenktafel von Pro Alt-Cannstatt am Haus Daimlerstraße 29 in Stuttgart-Bad-Cannstatt

Das baden-württembergische Sozialministerium ließ im Rahmen eines Förderprogramms eine Gedenktafel für Eugenie von Soden in Esslingen aufhängen. Der Verein Pro Alt Cannstatt ließ an von Sodens ehemaligem Wohnhaus in der Daimlerstraße 29 in Bad Cannstatt ebenfalls eine Gedenktafel für sie anbringen. Diese Tafel ist Bestandteil des historischen Pfades und wurde von der ehemaligen Landtagsabgeordneten Inge Utzt gestiftet. 2019 wurde in Esslingen die Straße Südtangente in Eugenie-von-Soden-Straße umbenannt. In Stuttgart-Bad Cannstatt wurde im NeckarPark, einem neuen Wohn- und Gewerbegebiet, der Eugenie-von-Soden-Weg nach ihr benannt.

## Familie
Der im Jahr 1852 in Cincinnati geborene Theologe Hermann von Soden war ihr Bruder. Die ebenfalls frauenpolitisch, kirchlich und sozial engagierte Politikerin Amélie von Soden (1869–1953) war mit dem General Franz von Soden verheiratet, einem Cousin väterlicherseits von Eugenie von Soden. Es ist anzunehmen, dass die beiden Frauen in familiärem Kontakt standen und sich über politische Themen austauschten.